# Crisi quattro
Crisi quattro (Crisis Four) è un romanzo dello scrittore Andy McNab, pubblicato nel 2000. È il secondo episodio della serie Nick Stone.
Il libro è stato tradotto in norvegese, olandese, finlandese, giapponese, francese, italiano e varie altre lingue.

## Trama
Nick Stone, ex membro dei SAS, le forze speciali dell'esercito inglese, da tempo lavora per il servizio segreto britannico MI6 in qualità di agente "K" dei quali l'intelligence può negare l'esistenza in caso di complicazioni.
Nick viene contattato dalla "Ditta" la quale gli assegna una missione che prevede l'individuazione e l'eliminazione di un agente della CIA accusato di progettare un attentato a Washington insieme ad una cellula terroristica medio-orientale.
Nick, il quale avendo già avuto dei trascorsi lavorativi e sentimentali con "Sarah", il bersaglio, riesce a rintracciarla in Carolina del Nord, nascosta in una casa sulle rive di un lago, dopo giorni di appostamento riesce ad introdursi nella casa controllata da membri dell'organizzazione terroristica, ma invece di portare a termine la missione ed eliminare il bersaglio, lui la rapisce ed in un momento di calma durante la fuga lei si giustifica dicendo che sta lavorando sotto copertura conducendo l'indagine per conto suo e data la delicatezza dell'operazione neanche la CIA sa quello che sta succedendo.
Complice il fascino di Sara e l'affetto che Nick ancora prova per lei, decide di non portare a termine la missione e credere alle parole della donna, la quale chiederà l'aiuto dell'agente per sventare l'attentato previsto durante il Summit alla Casa Bianca fra il presidente degli Stati Uniti, Arafat e Netanyahu.
Braccati da servizi segreti, poliziotti e membri di al-Qaida, i due compiranno un viaggio verso Washington, fatto di fughe e colpi di scena  il quale grazie ad un raggiro perpetrato ai danni di "Josh" suo vecchio amico e membro della scorta del presidente terminerà all'interno della Casa Bianca.

## Edizioni in italiano
- Andy McNab, Crisi quattro: romanzo, traduzione di Stefano Tettamanti, Milano: Longanesi, 2001
- Andy McNab, Crisi quattro: romanzo, traduzione di Stefano Tettamanti, Milano: TEA, 2002